# イェスン・テムル (チャガタイ家)
イェスン・テムル（Yesun Temur、生年不詳 - 1342年）は、チャガタイ・ウルスの第23代当主で、チャガタイ・ハン国の第18代ハン。ジンクシ・ハンの弟。

## 生涯
名前の「イェスン・テムル」はモンゴル語で「9つの鉄」という意味である。ジンクシの弟。宗教はテングリ信仰だった。
権力を奪うために、兄のジンクシを毒殺したと言われている。後には自分の行動を後悔する一方、ジンクシの死を母親のせいにしたりもした。罪悪感からくる強いストレスにより、酒に溺れるようになった。1342年、オゴデイ家のアリー・スルターンに倒された。